# 21 км (зупинний пункт, Донецька залізниця)
ОП 21 кіломе́тр — закрита пасажирська зупинна залізнична платформа Донецької дирекції Донецької залізниці.
Розташована на південно-східній околиці міста Сніжне, Сніжнянська міська рада, Донецької області на лінії Торез — Безчинська між станціями Софіно-Брідська (4 км) та Безчинська (4 км).
Через військову агресію Росії на сході України транспортне сполучення припинене.